# Pithanurga chariphila
Pithanurga chariphila är en fjärilsart som beskrevs av Edward Meyrick 1921. Pithanurga chariphila ingår i släktet Pithanurga och familjen stävmalar. Inga underarter finns listade i Catalogue of Life.